# Achille Devéria
Achille Devéria (Parigi, 6 febbraio 1800 – Parigi, 23 dicembre 1857) è stato un pittore, disegnatore e litografo francese.

## Biografia

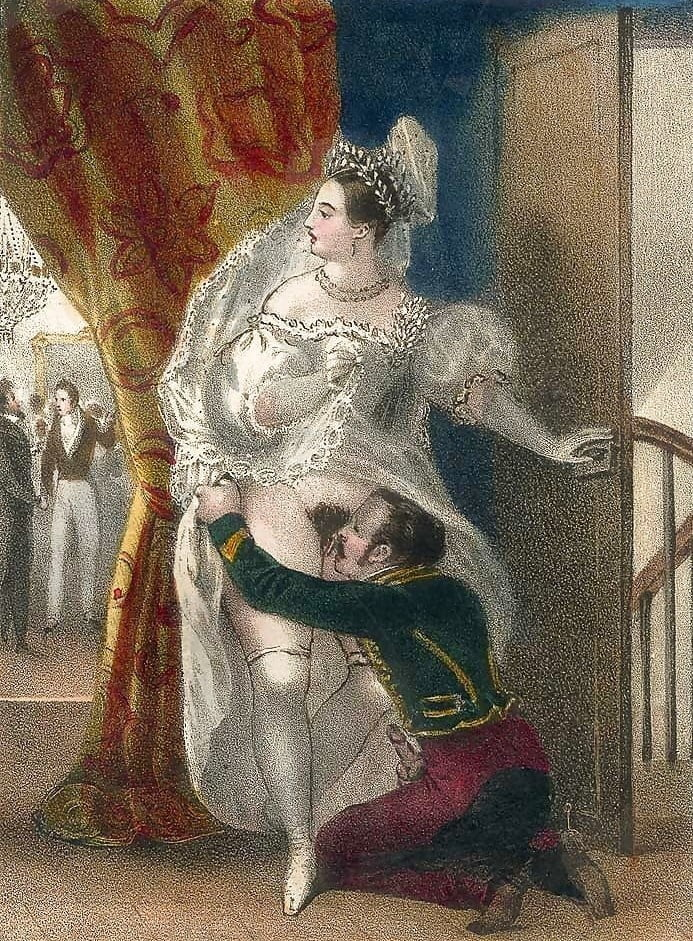
Un libero acquarello

Figlio di un ingegnere civile navale, studiò sotto la guida di Anne-Louis Girodet-Trioson e Louis Lafitte (1770-1828).
Nel 1822 incominciò le sue esposizioni al Salon di Parigi dove ottenne, come il fratello Eugène (1800-1857), un grande successo, stimolando la nascita e la diffusione del Romanticismo. Nell'atelier dei due fratelli si riunirono numerosi letterati ed artisti di fama, da Victor Hugo a Sainte-Beuve che formarono il nucleo di base del Romanticismo.

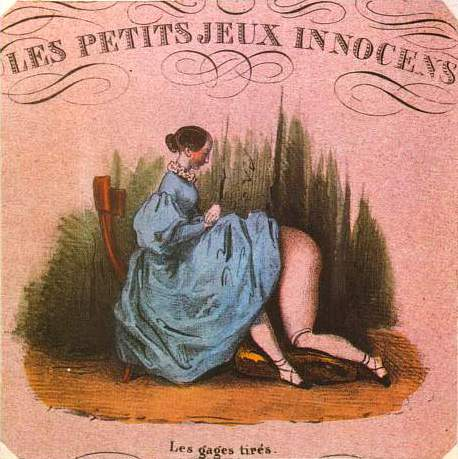
Piccoli e innocenti giochi

Differentemente dal fratello Eugène, dallo stile ridondante ed enfatico, Achille si dedicò soprattutto alla litografia, ritraendo tutta una serie di personaggi, soprattutto femminili, immortalati nelle mode peculiari contemporanee, oltre che di eventi del suo tempo che costituirono una sorta di album storico del movimento e dell'era romantica.
Tra i personaggi ritratti si annoverano Alexandre Dumas, Sir Walter Scott, David, Alfred de Musset, Sainte-Beuve, Honoré de Balzac, Victor Hugo, Marie Dorval, Alphonse de Lamartine, Alfred de Vigny e Franz Liszt.
Fu anche rinomato illustratore di numerose opere di scrittori, tra i quali, Racine, Molière, Rabelais.

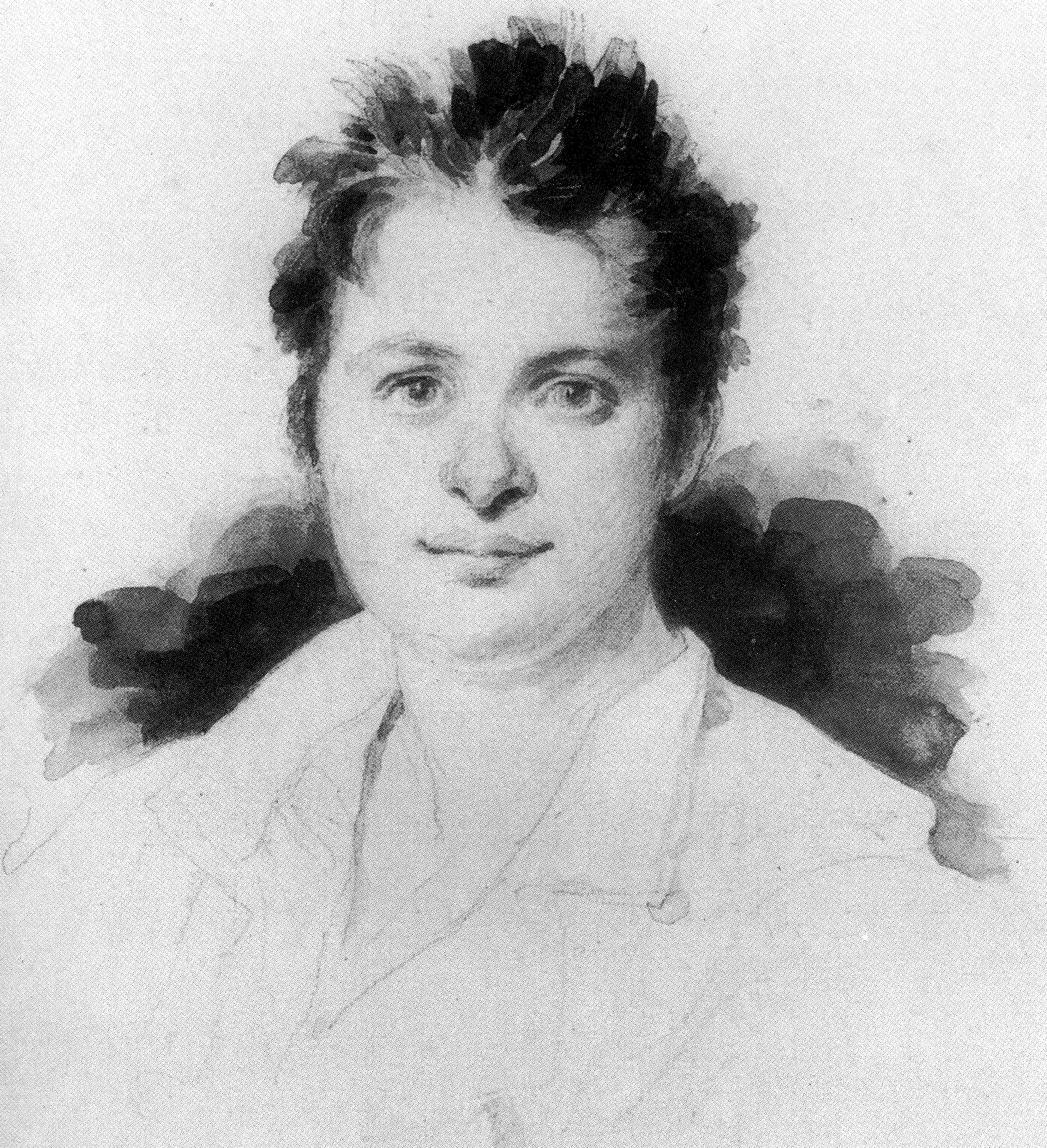
Honoré de Balzac, c. 1820

Per i disegni utilizzò anche la tecnica dell'acquerello.
Nel 1849 Devéria ricevette la nomina di conservatore del Gabinetto delle Stampe al Louvre e di direttore della Biblioteca nazionale e di curatore del dipartimento di Egittologia al Museo del Louvre e per un breve periodo abbandonò l'attività artistica a causa dei numerosi impegni.
Negli anni successivi, insegnò le tecniche litografiche e pittoriche al figlio Théodule, e insieme lavorarono fino alla morte di Achille Devéria.
Devéria soggiornò gli ultimi anni in Egitto, dove era impegnato a raccogliere immagini e manoscritti.
I lavori di Devéria sono visibili al Louvre al Fine Arts Museums di San Francisco, al J. Paul Getty Museum, al Norton Simon Museum, e all'Università di Liegi.
Fra i suoi allievi, si ricorda Louis Victor Aclocque de Saint-André.